# Droit irlandais
Le droit irlandais est basé sur la common law, comportant une constitution écrite qui établit une démocratie parlementaire largement basée sur le système parlementaire britannique, mais prévoyant un président élu au suffrage universel direct, la séparation des pouvoirs, un système de droits constitutionnels développé et un contrôle juridictionnel.

## Sources du droit irlandais
Les sources du droit irlandais reflètent l'histoire de l'Irlande et les divers parlements dont la législation a eu une influence sur le pays à travers les siècles. La liste qui suit exclut les lois passées sous le premier et le second Dáil, ainsi que les Lois de Brehon, lois traditionnelles celtes dont la pratique fut définitivement abolie après l'invasion de l'Irlande par Oliver Cromwell en 1649-1653. Ces lois sont caduques et n'ont d'intérêt que d'un point de vue historique.

### Constitution
La constitution irlandaise fut promulguée après le référendum du 1er juillet 1937 et prit effet le 29 décembre de la même année. La constitution devint la pierre angulaire du système juridique irlandais, tenue comme la source des pouvoirs exécutif, législatif et judiciaire. La Cour suprême irlandaise et la Haute Cour de justice exercent un contrôle juridictionnel des lois et peuvent annuler ces dernières quand elles sont incompatibles avec la constitution. De ce fait, la constitution est la caractéristique la plus spécifique de l'Irlande comparée à son voisin britannique.

### Législation principale

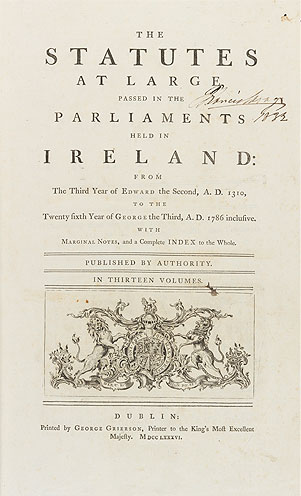
Statutes at large.

Quand l'État libre d'Irlande fut créé le 6 décembre 1922, la Constitution de l'État libre d'Irlande incorpora l'ensemble de la législation qui s'appliquait alors aux 26 comtés, sous réserve de sa compatibilité avec la nouvelle constitution. L'article 50 de la Constitution de l'Irlande en fit de même en 1937. Il n'a de ce fait jamais été question de reprendre la législation de la jeune république à zéro. La législation de l'Irlande trouve donc sa source dans des textes de lois vieux de quelque 800 ans et comprend des normes votées par des Parlements du Royaume d'Angleterre et de la Grande-Bretagne, s'appliquant à l'Irlande par l'effet de la Loi Poynings de 1495. À ceux-ci s'ajoutent des normes votées par le Parlement du Royaume-Uni de Grande-Bretagne et d'Irlande entre le 1er janvier 1800 et le 5 décembre 1922 (inclus) qui s'appliquèrent alors directement à l'Irlande.
Il s'ensuit que des textes tels que la loi dites De donis conditinalibus de 1285, ou encore le Statute of Frauds (Loi sur les fraudes) de 1695 sont encore en vigueur.

### Législation secondaire
En Irlande, une législation secondaire peut être promulguée par le gouvernement quand elle est autorisée par une loi. Le gouvernement irlandais ne peut en effet pas prendre de règlements contrairement au gouvernement britannique qui peut promulguer des décrets par le biais des prérogatives de la Couronne. Le Dáil Éireann, la chambre basse du Parlement irlandais, peut être amenée à voter une loi autorisant le gouvernement à prendre des dispositions de portée générale par le biais d'une législation secondaire.  Cette législation secondaire ne peut introduire de nouveaux principes ou politiques mais simplement donner effet aux principes et politiques contenus dans la loi mère.
Elle est ainsi très similaire aux décrets d'application des pays de tradition civiliste.

### Common law
L'Irlande fut la première région ou la common law fut étendue hors de Grande-Bretagne. Alors qu'en Angleterre la création de la common law fut le résultat de l'assimilation du droit coutumier existant, en Irlande, la common law fut importée d'Angleterre et supplanta le droit coutumier irlandais. Cependant, ce fut un processus graduel qui accompagna l'influence anglaise, puis britannique en Irlande.
Comme tous les systèmes de common law, les Cours irlandaises sont tenues par la règle du précédent ou stare decisis, qui veut que les tribunaux rendent des décisions conformes aux décisions antérieures des cours supérieures. La principale exception à cette règle est la règle selon laquelle la Cour suprême s'est déclarée elle-même non-liée par ses propres décisions précédentes.
Tandis que la doctrine actuelle reconnait que la Haute Cour est liée par les décisions de l'actuelle Cour suprême, celle-ci ne détermine pas si les décisions des cours qui ont autrefois été les juridictions de dernière instance d'Irlande — telle que la Chambre des Lords britannique — lient la Haute Cour actuelle. Dans l'affaire Irish Shell v. Elm Motors, le juge McCarthy émit des doutes sur le fait que les décisions rendues par les cours avant l'indépendance liaient les cours actuelles de l’État, en affirmant que « en aucun cas nos juridictions sont la continuité ou les successeurs des cours britanniques ». Cependant, les deux autres juges refusèrent d'exprimer une opinion sur ce sujet car cela n'avait pas été soulevé en appel.
Les décisions des cours britanniques postérieures à l'indépendance, ainsi que les décisions rendues par les cours américaines et des pays du Commonwealth peuvent, et sont régulièrement, prises en compte par les cours irlandaises, bien que ces dernières ne soient pas tenues par ces jugements.

### Droit de l'Union européenne
L’European Communities Act 1972 a incorporé les Traités de l'Union européenne dans la législation irlandaise, ainsi que les mesures prises en vertu de ces traités ayant un effet direct. Il s'ensuit que les membres du gouvernement peuvent adopter des mesures permettant de transposer le droit de l'Union dans la législation irlandaise. Exceptionnellement, ces mesures ont le même effet que la législation principale de l'Irlande.

### Droit international
L'Irlande a un régime parlementaire dualiste, ce qui implique que les traités ratifiés ne peuvent avoir d'effets en droit interne que s'ils sont approuvés par une loi votée par le Parlement. Une exception à cette règle est l'article 29(3) de la Constitution qui dispose :

« L'Irlande accepte les principes généraux du droit international comme règle de conduite dans ses relations avec les autres États. »

— Article 29(3) de la Constitution
Cependant, bien que cette disposition a été utilisée pour assimiler la doctrine de l'immunité souveraine en droit interne, la Cour suprême a déclaré que cette disposition ne conférait pas de droit aux individus.
L'approche dualiste en droit international de la Constitution irlandaise autorise l’État à signer et ratifier les traités sans l'incorporer dans le droit interne. Par conséquent, bien que l'Irlande était l'un des premiers États d'Europe à ratifier la Convention européenne des droits de l'homme, elle fut l'un des derniers à incorporer la Constitution en droit interne. Et quand ce fut fait, il s'agissait d'une incorporation indirecte, infra-constitutionnelle et interprétative.
Dans l'affaire Crotty v. An Taoiseach, la Cour suprême s'est arrogé le pouvoir de contrôler la constitutionnalité des traités signés par l'État. Depuis lors, des amendements ad hoc ont été requis pour permettre la ratification de certains traités qui autrement eussent été contraires à la constitution.